# Клименко Євген Іванович
Євген Іванович Клименко (нар. 24 липня 1947, селище Борова Фастівського району Київської області) — український радянський діяч, бригадир регулювальників апаратури Боярського машинобудівного заводу «Іскра». Депутат Верховної Ради УРСР 10—11-го скликань. 

## Біографія
Освіта середня спеціальна.
У 1965—1970 роках — механік Інституту металофізики Академії наук Української РСР.
З 1970 року — регулювальник, бригадир регулювальників апаратури Боярського машинобудівного заводу «Іскра» Києво-Святошинського району Київської області.
Член КПРС з 1973 року.
Потім — на пенсії в селищі Борова Фастівського району Київської області.

## Нагороди
- ордени
- медалі